# 厄勒斯塔兹站
55°37′43″N 12°34′45″E / 55.62861°N 12.57917°E
厄勒斯塔兹站（丹麦语：Ørestad Station）是丹麦首都哥本哈根一个丹麦国家铁路与哥本哈根地铁共构车站。哥本哈根地铁中的1号线停靠本站，属于第3收费区。

## 地理位置

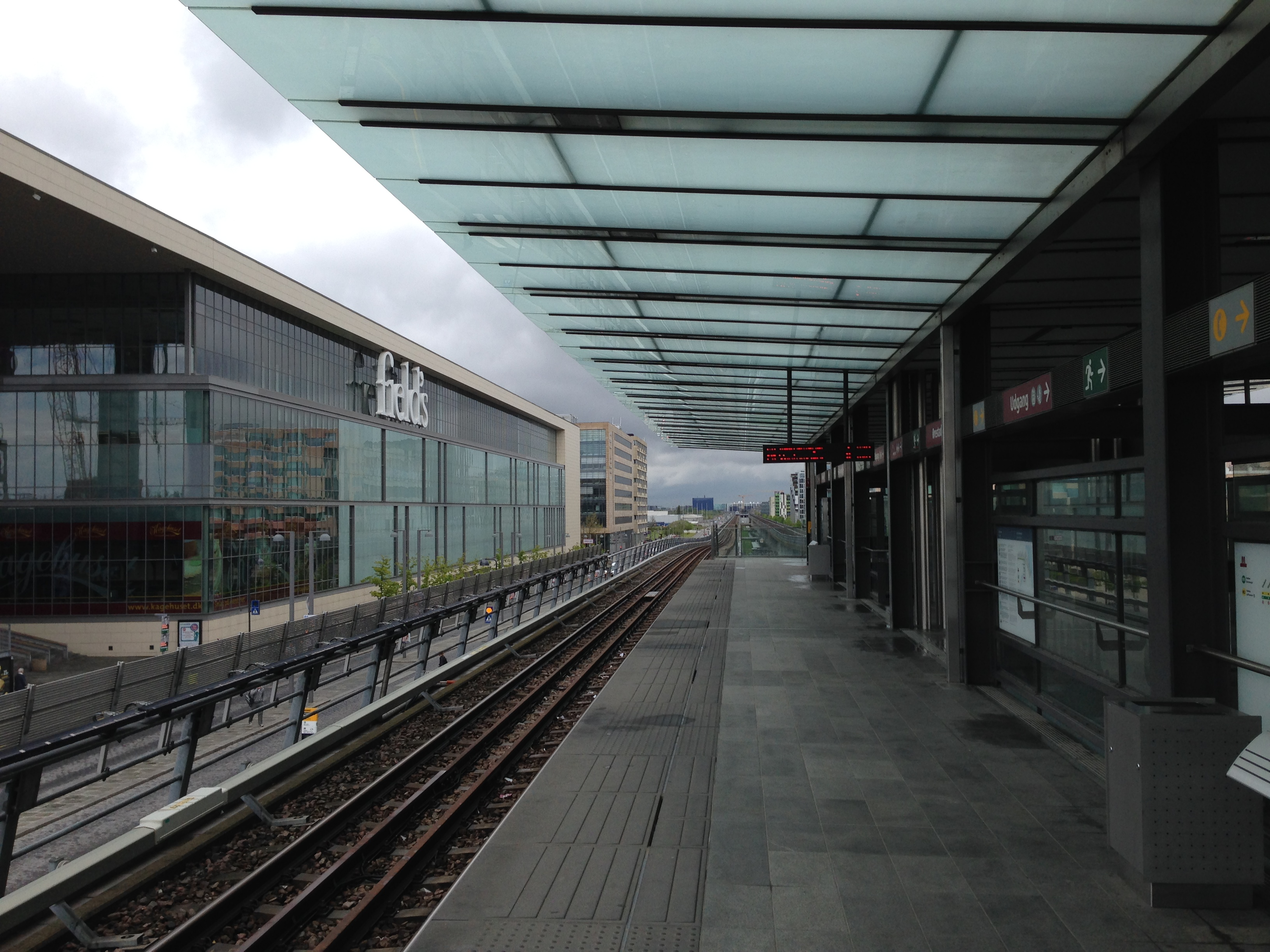
地铁部分站台

### 公共交通导向型开发
哥本哈根地铁1号线在厄勒斯塔兹开发区设有6站，即“冰岛码头站”↔“西阿迈厄岛站”区间；本站也是其中之一，同时也是国铁与地铁的换乘站。厄勒斯塔兹开发区在规划时采用了公共交通导向型开发的理念。哥本哈根地铁与哥本哈根市郊铁路、丹麦国家铁路、哥本哈根巴士、哥本哈根的士等共同构成了厄勒斯塔兹开发区完整的公共交通体系。实现了人与自然和谐共处、中心城区与外围城区有机互动。厄勒斯塔兹开发区是一个集居住、商业、教育于一身的开发区。

### 附近建筑
- 輝凌製藥大楼
- 田野购物中心（丹麥語：Field's）：斯堪的纳维亚地区最大的购物中心。

## 历史
丹麦国家铁路使用部分于2000年启用，哥本哈根地铁使用部分于2002年10月19日启用。

## 相邻车站
| 上一站                  | 哥本哈根地铁 | 下一站                      |
| ----------------------- | ------------ | --------------------------- |
| 贝拉中心站 往：万勒瑟站 | 1号线        | 西阿迈厄岛站 终点站         |
| 上一站                  | 丹麦国家铁路 | 下一站                      |
| 哥本哈根火车总站 终点站 | 厄勒海峡铁路 | 措恩比站 往：马尔默中央车站 |

## 外部連結
- 哥本哈根地铁官网对厄勒斯塔兹站的介绍（丹麦语）
- 丹麦国家铁路官网对厄勒斯塔兹站的介绍 （页面存档备份，存于）（丹麦语）